# Галантамін
Галантамін (Galanthaminum) (Нівалін, Разадин, Разадин ER, Ремінил, Ликоремін) — алкалоїд, вперше виділений з цибулин підсніжника Воронова (Galanthus woronowii) родини 
амарилісових (Amaryllidaceae). Міститься також в інших видах підсніжників (наприклад, у підсніжнику звичайному (Galanthus nivalis) і близьких до нього рослинах. Цінною рослинною сировиною для отримання галантаміну є центральноазійський ендемік — унгернія Віктора (Ungernia victoris). В рекомендовані строки збору листя цієї рослини вміст галантаміну в ній коливається від 0,15 до 0,13 %.
Згідно повідомлення Euronews, в 2023 році британські вчені встановили, що галантамін також можливо виділяти з високогірного нарцису та застосовувати його екстракт в годівлі корів та іншої великої рогатої худоби. Як на думку науковців, це надасть змогу знизити обсяг вироблення ними парникових газів та скоротити викиди метану, що в цілому, уповільнить глобальне потепління на Землі.

## Протипоказання
Підвищена чутливість до компонентів препарату; бронхіальна астма; брадикардія, AV-блокада; стенокардія, тяжка серцева недостатність; епілепсія; гіперкінези; тяжкі порушення функції нирок і печінки, механічна кишкова непрохідність, механічна непрохідність сечових шляхів.

## Форма випуски
Випускається у вигляді галантаміну гідроброміду (лат. Galanthamini hydrobromidum).